# Badendorf
Badendorf település Németországban, Schleswig-Holstein tartományban. Lakosainak száma 925 fő (2023. december 31.).

## Népesség
A település népességének változása:
| Lakosok száma | 608  | 777  | 837  | 852  | 895  | 939  | 925  |
|               | 1975 | 2014 | 2017 | 2019 | 2021 | 2022 | 2023 |